# علاقات بنغلاديش الخارجية
تصف العلاقات الخارجية سياسات حكومة بنغلاديش في علاقاتها الخارجية مع المجتمع الدولي. وتنتهج البلاد سياسة خارجية معتدلة تعتمد بشكل كبير على الدبلوماسية متعددة الجنسيات، خاصة في منظمة الأمم المتحدة ومنظمة التجارة العالمية. منذ استقلالها في عام 1971، أكدت البلاد على مبدأها «المودة تجاه الجميع، والضغينة تجاه لا أحد» في دبلوماسيتها. بوصفها عضوًا في حركة عدم الانحياز، كانت، مالت بنغلاديش إلى عدم الانحياز للقوى الكبرى. منذ نهاية الحرب الباردة، سعت البلاد إلى إقامة علاقات أفضل مع جيرانها الإقليميين.
بدأت حكومة بنجلاديش في تنفيذ سياسة خارجية تهدف إلى تحقيق التكامل الاقتصادي الإقليمي في جنوب آسيا يهدف إلى وضع بنغلاديش كمركز إقليمي لتجارة العبور في آسيا.

## المشاركة في المنظمات متعددة الأطراف

### دول الكومنولث
انضمت بنغلاديش، التي كانت جزءًا من الهند البريطانية حتى عام 1947، إلى رابطة دول الكومنولث في عام 1972 بعد تأسيسها كدولة مستقلة في عام 1971. شاركت بفعالية في مؤتمرات رؤساء الحكومات التي تعقد مرتين في السنة.

### الأمم المتحدة
انضمت بنغلاديش إلى الأمم المتحدة في عام 1974، انتخبت لعضوية مجلس الأمن في الفترة بين عامي 1978 و1980 ومرة أخرة في الفترة بين عامي 2000 و2002. تولى وزير الخارجية السيد همايون رشيد تشودري رئاسة الدورة الحادية والأربعين للجمعية العامة للأمم المتحدة في عام 1986.
في السنوات الأخيرة، اضطلعت بنغلاديش بدور هام في أنشطة حفظ السلام الدولية. ينتشر نحو 10 آلاف جندي من من أفراد الجيش البنغلاديشي خارج البلاد في عمليات حفظ السلام، مما يجعلها مساهمًا كبيرًا ضمن قوات حفظ السلام التابعة للأمم المتحدة. تحت رعاية الأمم المتحدة، خدمت القوات البنغلادشية أو لا زالت تخدم في الصومال، ورواندا، والموزمبيق، والكويت، والبوسنة والهرسك، وهايتي، وتخدم الوحدات حاليًا في الكويت وتيمور الشرقية. أبدت بنغلاديش استجابة سريعة لطلب الرئيس الأمريكي بيل كلينتون في عام 1994 بإرسال قوات وشرطة للمهمة متعددة الجنسيات في هايتي وقدمت أكبر فرقة عسكرية غير أمريكية. اعتبارًا من ديسمبر 2021، كانت بنغلاديش أكبر متعهد لقوات حفظ السلام الدولية التي ضمت 6608 فردًا، تليها رواندا التي ضمت 6335 فردًا.

### حركة عدم الانحياز
اختيرت بنغلاديش لتولي منصب الرئيس القادم للحركة في القمة المقرر عقدها في دكا عام 2001، إلا أنه تقرر فيما بعد استضافة القمة في مكان بديل. باعتبارها عضوًا في حركة عدم الانحياز، لم تتخذ بنغلاديش قط أي موقف يتماشى مع القوى الكبرى. إلا أنها انصرفت عن مبادئها بتصويتها ضد كوريا الشمالية في اجتماع الأمم المتحدة في ديسمبر 2008 تحت ضغط من اليابان.

### منظمة التعاون الإسلامي
في عام 1974، ترأس رئيس الوزراء آنذاك شيخ مجيب الرحمن فريقًا من وفد بنغلاديش تألف من كمال حسين، وعنايت كريم، وأتور الرحمن خان، وطهر الدين تاكور، وطفيل أحمد، وشاه أزيزور رحمن إلى الاجتماع الدولي لمنظمة المؤتمر الإسلامي (التي تدعى اليوم بمنظمة التعاون الإسلامي) الذي عقد في لاهور. عقب تلك المشاركة، قبلت بنغلاديش عضوًا في في منظمة التعاون الإسلامي. في العام 1977، عدل الرئيس ضياء الرحمن الدستور البنغلاديشي، مضيفًا فقرة تنص على أن «تسعى الدولة إلى توطيد العلاقات الأخوية بين البلدان الإسلامية على أساس التضامن الإسلامي والحفاظ عليها وتعزيزها». منذ ذلك الحين، كان أحد الأهداف الواضحة للسياسة الخارجية البنغلاديشية هو السعي إلى إقامة علاقات وثيقة مع الدول الإسلامية الأخرى. في عام 1980، ضم الرئيس ضياء الرحمن إلى لجنة قمة «القدس» المؤلفة من ثلاثة أعضاء لحضور القمة في المغرب. في عام 1983، استضافت بنغلاديش في العاصمة دكا اجتماع ضم وزراء خارجية المنظمة. في مقر المنظمة في جدة، تمثل بنغلاديش بصفة أحد المديرين العامين.

### رابطة جنوب آسيا للتعاون الإقليمي
واصلت الحكومة توسيع نطاق التعاون بين دول جنوب آسيا، بدأت عمليتها بمبادرة من الرئيس السابق ضياء الرحمن منذ البدء التجريبي وحتى التدشين الرسمي لرابطة جنوب آسيا للتعاون الإقليمي (سارك) في اجتماع قمة لقادة جنوب آسيا عقد في دكا في ديسمبر سنة 1985. تولت بنجلاديش رئاسة الرابطة وشاركت في مجموعة واسعة من الأنشطة الإقليمية التي قامت بها.

### مبادرة خليج البنغال للتعاون التقني والاقتصادي المتعدد القطاعات
منظمة دولية تضم دول جنوب آسيا وجنوب شرق آسيا. الدول الاعضاء في هذه المجموعة هي: بنغلاديش والهند وميانمار وسريلانكا وتايلاند وبوتان ونيبال. تركز المنظمة على الاقتصاد الإقليمي والتنمية الإقليمية والتجارة والاستثمار.

### الدول الثماني النامية
بنغلاديش واحدة من بين البلدان الثمانية الأعضاء في هذه المنظمة. إلا أن بنغلاديش لم تقم بإعداد أي خطط للتوسع. منظمة الدول الثماني النامية هو تحالف للتنمية الاقتصادية يتكون من دول ذات أغلبية مسلمة ويركز على مجالات متعددة تشمل التنمية الريفية والعلوم والتكنولوجيا والمصارف والزراعة والتنمية الإنسانية والطاقة والبيئة والصحة والموارد المالية. في 14 مايو عام 2006، في بالي، إندونيسيا، كانت بنغلاديش الدولة الوحيدة التي لم توقع على اتفاق للتجارة التفضيلية.

### اتفاق التجارة لآسيا والمحيط الهادئ
وقّع اتفاق التجارة لآسيا والمحيط الهادئ، المعروف سابقًا باسم اتفاق بانكوك، في عام 1975 في إطار إحدى المبادرات الرئيسية التي اتخذتها لجنة الأمم المتحدة الاقتصادية والاجتماعية لآسيا والمحيط الهادئ. الأطراف الستة المشاركة في الاتفاق هي بنغلاديش، وجمهورية لاو الديمقراطية الشعبية، وجمهورية كوريا الجنوبية، وسريلانكا، والصين، والهند. في عام 2005، وقعت بنغلاديش على اتفاقية التجارة الحرة التي مكنتها من تقليل الفجوات التجارية بينها وبين دول أخرى مثل الصين وكوريا الجنوبية وجارتها الهند. يشغل اتفاق التجارة لآسيا والمحيط الهادئ سوق 2921.2 مليون نسمة، وتبلغ قيمة هذا السوق الكبير 14615.86 مليار دولار من حيث الناتج المحلي الإجمالي في السنة المالية 2015-2016. يتمثل الهدف الرئيسي للاتفاقية في تسريع عجلة التنمية الاقتصادية بين الدول الست المشاركة باختيارها تدابير في تحرير التجارة والاستثمار التي تسهم في تعزيز التجارة والاقتصاد داخل المنطقة من خلال تغطية السلع والخدمات التجارية، وتزامن نظام الاستثمار، والتدفق الحر للتحويل التقني، مما يجعل جميع الدول المشاركة في وضع متساوٍ من حيث الربح. يشمل جانب آخر من الاتفاقية تقديم وصول معفى من الرسوم الجمركية لمنتجاتها.

### منظمة التجارة العالمية
بنغلاديش عضو نشط في منظمة التجارة العالمية. لدى بنغلاديش بعثة دائمة في جنيف للنظر في المسائل المتصلة بالنظام التجاري متعدد الأطراف بموجب نظام منظمة التجارة العالمية منذ منتصف التسعينيات.

### المنظمة العالمية للجمارك
بنغلاديش عضو نشط في المنظمة العالمية للجمارك. ولبنغلاديش ممثل دائم لدى منظمة الجمارك العالمية التي يقع مقرها في بروكسل.

### المجموعة متقاربة التفكير
شكلت بنغلاديش تحالفًا مع 19 بلدًا ناميًا آخر للتصويت ككتلة في منظمات مثل منظمة التجارة العالمية والأمم المتحدة.

### غير ذلك
تترأس بنغلاديش حاليًا منظمة الدول الثماني النامية. شاركت الحكومة في العديد من المؤتمرات الدولية، خاصة تلك التي تتناول قضايا السكان والغذاء والتنمية والمرأة. بين الفترة بين عامي 1982 و1983، لعبت بنغلاديش دورًا بنّاءً بصفتها رئيسة «مجموعة 77»، وهي رابطة غير رسمية تشمل معظم الدول النامية في العالم.